# 羅馬尼亞國防部
国防部（羅馬尼亞語：  Ministerul Apărării Naționale — MApN) 是罗马尼亚政府的十八个部委之一，該部門主要負責羅馬尼亞的國防事務。1965年之前，該部被称为战争部（罗马尼亚语：Ministru de Război）。截至2010年6月，国防部共有83,104 名军人和文职人员。